# Máy tính Agat
Agat là phiên bản sao chép Apple II của Xô viết. Nó là một máy vi tính phổ biến trong nhiều năm tại các trường học Xô viết. Thời kỳ sản xuất là từ năm 1984 đến năm 1990.